# Bad Zwischenahn
Bad Zwischenahn (dolnoniem. Twüschenahn) – uzdrowiskowa gmina samodzielna (niem. Einheitsgemeinde) w Niemczech w kraju związkowym Dolna Saksonia, w powiecie Ammerland. W 2008 r. gmina liczyła 27 350 mieszkańców.
W Bad Zwischenahn znajduje się stacja kolejowa.

## Współpraca
Miejscowości partnerskie:
- Centerville, Stany Zjednoczone
- Gołuchów, Polska
- Izegem, Belgia